# Pattinaggio di velocità agli VIII Giochi asiatici invernali - 3000m femminile
La gara dei 3000m femminili si è svolta il 20 febbraio 2017 al Meiji Hokkaido-Tokachi Oval di Sapporo in Giappone.

## Risultati
| Rank | Pair | Atleta            | Tempo   | Note |
| ---- | ---- | ----------------- | ------- | ---- |
| 1    | 6    | Miho Takagi       | 4:05.75 | GR   |
| 2    | 5    | Kim Bo-reum       | 4:07.80 |      |
| 3    | 4    | Ayano Sato        | 4:10.07 |      |
| 4    | 4    | Han Mei           | 4:12.00 |      |
| 5    | 5    | Maki Tabata       | 4:13.51 |      |
| 6    | 3    | Park Do-yeong     | 4:17.76 |      |
| 7    | 2    | Park Ji-woo       | 4:21.02 |      |
| 8    | 6    | Liu Jing          | 4:23.90 |      |
| 9    | 2    | Li Dan            | 4:25.07 |      |
| 10   | 3    | Yelena Urvantseva | 4:27.76 |      |
| 11   | 1    | Nadezhda Sidelnik | 4:53.29 |      |